# Controllo non lineare
Il Controllo non lineare è un'area dell'ingegneria del controllo che tratta sistemi non lineari, sistemi tempo varianti o sistemi con entrambe le caratteristiche. Tecniche di analisi e controllo per sistemi lineari tempo invarianti (LTI) sono ben conosciute e studiate (luogo delle radici, diagramma di Bode, criterio di Nyquist, controllo in retroazione per sistemi LTI, posizionamento dei poli); tuttavia, il sistema o il controllore potrebbero non essere in generale sistemi LTI e quindi potrebbe non essere possibile l'applicazione diretta di queste metodologie. Il controllo non lineare studia innanzitutto il modo per applicare questa ampia gamma di tecniche a questi modelli più generali. Inoltre, studia anche una serie di nuove tecniche pensate appositamente per i sistemi non lineari. Anche quando un buon modello lineare di un sistema è disponibile potrebbe essere comunque preferibile utilizzare controllori non lineari, che a scapito di una maggiore complessità e rigorosità matematica, offrono notevoli vantaggi quali una maggiore velocità, un minor costo di controllo (nell'ottica della minimizzazione di una funzione di costo dipendente dal controllore) ecc.

## Proprietà dei sistemi non lineari
Alcune proprietà dei sistemi non lineari sono le seguenti:
- Non seguono il principio di sovrapposizione (ovvero non sono lineari ed omogenei).
- Potrebbero presentare più punti di equilibrio isolati.
- Potrebbero essere presenti cicli limite, biforcazioni e comportamenti caotici che portano alla presenza di attrattori strani.
- Tempo di fuga finito: le soluzioni di un sistema non lineare potrebbero non essere definite su tutti i tempi.

## Analisi e controllo di sistemi non lineari
Le tecniche più utilizzate per l'analisi e il controllo di sistemi non lineari sono le seguenti:
- Funzione descrittrice (metodo)
- Ritratto di fase
- Stabilità secondo Lyapunov (analisi)
- Perturbazione singolare (metodo)
- Criterio di Popov (descritto sotto nel problema di Lur'e)
- Teorema della varietà centrale
- Teorema del piccolo guadagno
- Analisi della passività

Esistono anche una serie di tecniche per la progettazione di controllori per sistemi non lineari. Queste possono essere divise in tecniche che trattano il sistema come lineare in un certo intorno (grazie al teorema di Teorema di Hartman-Grobman) e utilizzano metodi di progettazioni lineari come il Gain scheduling; in tecniche che sfruttano un feedback non lineare per eliminare le non linearità del sistema così da lavorare con un sistema a ciclo chiuso lineare (Feedback linearization); e in tecniche basate sulla stabilità secondo Lyapunov: Lyapunov redesign, Nonlinear damping, Backstepping, Controllo sliding mode.

## Esempio: il problema di Lur'e

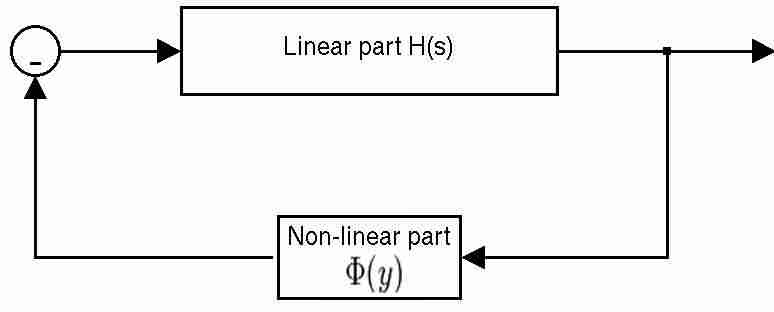
Lur'e problem block diagram

Un semplice problema di analisi di un sistema non lineare in retroazione è stato formulato da A. I. Lur'e. Il sistema descritto nel problema di Lur'e consiste di un sottosistema lineare tempo invariante sul ramo di reazione e da un sistema non lineare, possibilmente tempo variante e a perdita di memoria sul ramo di retroazione.   
La parte lineare può essere caratterizzata da quattro matrici (A,B,C,D), mentre la parte non lineare è Φ(y) con {\displaystyle {\frac {\Phi (y)}{y}}\in [a,b],\quad a<b\quad \forall y}

### Analisi della stabilità
Si considerino le seguenti ipotesi:
1. (A,B) è controllabile e (C,A) è osservabile
2. due numeri reali a, b con a<b, che definiscono un settore per la funzione Φ

Il problema consiste nel derivare le condizioni che, coinvolgendo solo la funzione di trasferimento H(s) e {a,b}, rendano x=0 un punto di equilibrio globalmente asintoticamente stabile per il sistema.
Vi sono due principali teoremi che riguardano questo problema:
- Il criterio del cerchio
- Il criterio di Popov

Sarà analizzato il caso del criterio di Popov.

#### Criterio di Popov
La sottoclasse del sistema di Lur'e studiata da Popov è descritta dal seguente sistema:
{\displaystyle {\begin{matrix}{\dot {x}}&=&Ax+bu\\{\dot {\xi }}&=&u\\y&=&cx+d\xi \quad (1)\end{matrix}}}
{\displaystyle {\begin{matrix}u=-\phi (y)\quad (2)\end{matrix}}}
dove x ∈ Rn, ξ,u,y sono scalari e A,b,c,d hanno le giuste dimensioni. L'elemento non lineare Φ: R → R è una non linearità tempo invariante appartenente all'insieme aperto (0, ∞). Questo implica che:
Φ(0) = 0, y Φ(y) > 0, ∀ y ≠ 0;
La funzione di trasferimento da u a y è data da 

{\displaystyle H(s)={\frac {d}{s}}+c(sI-A)^{-1}b\quad \quad }
Teorema: Considerando il sistema (1)-(2) e supponendo che: 
1. A sia di Hurwitz
2. (A,b) è controllabile
3. (A,c) è osservabile
4. d>0 e Φ ∈ (0,∞)

Allora il sistema è globalmente asintoticamente stabile se esiste uno scalare r>0 tale che 

infω ∈ R Re[(1+jωr)h(jω)] > 0 .
Si noti che:
- Il criterio di Popov è applicabile solo a sistemi autonomi
- Il sistema studiato da Popov ha un polo nell'origine e non c'è un legame ingresso uscita diretto
- La non linearità Φ deve soddisfare la condizione sull'insieme aperto

## Risultati teorici per il controllo non lineare

### Teorema di Frobenius
Il teorema di Frobenius è un risultato della geometria differenziale. Quando applicato al controllo non lineare ha la seguente forma:
Dato un sistema del tipo:
{\displaystyle {\dot {x}}=\sum _{i=1}^{k}f_{i}(x)u_{i}(t)\,}
dove {\displaystyle x\in R^{n}},  {\displaystyle f_{1},\dots ,f_{k}} sono vettori di campo appartenenti a una distribuzione {\displaystyle \Delta } e {\displaystyle u_{i}(t)} sono funzioni di controllo, le curve integrali di {\displaystyle x} sono ristrette ad una varietà di ordine {\displaystyle m} se lo span({\displaystyle \Delta )=m} e {\displaystyle \Delta } è una distribuzione involutiva.